# Mannschaftskader der División de Honor (Schach) 2001
Die Liste der Mannschaftskader der División de Honor (Schach) 2001 enthält alle Spieler, die für die spanischen División de Honor im Schach 2001 gemeldet wurden, mit ihren Einzelergebnissen.

## Allgemeines
Neben vier Stammspielern durften die teilnehmenden Vereine vier Ersatzspieler melden. RC Labradores Sevilla und CA Gran Canaria (die nicht antraten) schöpften das Kontingent nicht aus und meldeten nur je sieben Spieler. Nicht alle gemeldeten Spieler kamen auch zum Einsatz. CE Terrassa-Cirsa, UE Foment Martinenc Barcelona und RC Labradores Sevilla setzten in allen Runden die gleichen vier Spieler ein, während bei CA Valencia-Evajedrez sieben Spieler mindestens eine Partie spielten. Insgesamt kamen 46 Spieler zum Einsatz, von diesen nahmen 26 an allen Wettkämpfen teil.
Punktbester Spieler war Alfonso Romero Holmes (CA Reverté Albox) mit 8 Punkten aus 8 Partien, je 7 Punkte aus 8 Partien erreichten Alexei Schirow und Michael Adams (beide CA Tiendas UPI Mancha Real). Neben Romero Holmes erreichte auch sein Mannschaftskollege Josué Cano Sánchez 100 %, dieser spielte eine Partie.

## Legende
Die nachstehenden Tabellen enthalten folgende Informationen:
- Nr.: Ranglistennummer
- Titel: FIDE-Titel; GM = Großmeister, IM = Internationaler Meister, FM = FIDE-Meister
- Land: Verbandszugehörigkeit gemäß Elo-Liste von Oktober 2001; ARG = Argentinien, BUL = Bulgarien, CHI = Chile, CUB = Kuba, COL = Kolumbien, ENG = England, ESP = Spanien, GEO = Georgien, PAR = Paraguay, ROM = Rumänien, RUS = Russland, YUG = Jugoslawien
- Elo: Elo-Zahl in der Elo-Liste von Oktober 2001
- G: Anzahl Gewinnpartien
- R: Anzahl Remispartien
- V: Anzahl Verlustpartien
- Pkt.: Anzahl der erreichten Punkte
- Partien: Anzahl der gespielten Partien

## CA Tiendas UPI Mancha Real
| Nr. | Titel | Name                         | Land | Elo  | G | R | V | Pkt. | Partien |
| --- | ----- | ---------------------------- | ---- | ---- | - | - | - | ---- | ------- |
| 1   | GM    | Alexei Schirow               | ESP  | 2706 | 6 | 2 | 0 | 7    | 8       |
| 2   | GM    | Michael Adams                | ENG  | 2731 | 6 | 2 | 0 | 7    | 8       |
| 3   | GM    | Daniel Cámpora               | ARG  | 2536 | 3 | 4 | 1 | 5    | 8       |
| 4   | GM    | Zenón Franco Ocampos         | PAR  | 2515 | 0 | 0 | 0 | 0    | 0       |
| 5   | GM    | Manuel Rivas Pastor          | ESP  | 2424 | 1 | 2 | 1 | 2    | 4       |
| 6   |       | Sebastián Almagro Mazariegos | ESP  | 2234 | 1 | 0 | 1 | 1    | 2       |
| 7   |       | Francisco Ruiz Jiménez       | ESP  | 2122 | 0 | 1 | 1 | 0,5  | 2       |
| 8   |       | Manuel Martos Expósito       | ESP  | 2154 | 0 | 0 | 0 | 0    | 0       |

## CA Reverté Albox
| Nr. | Titel | Name                             | Land | Elo  | G | R | V | Pkt. | Partien |
| --- | ----- | -------------------------------- | ---- | ---- | - | - | - | ---- | ------- |
| 1   | GM    | Mihai Șubă                       | ROM  | 2535 | 1 | 6 | 1 | 4    | 8       |
| 2   | GM    | David García Ilundáin            | ESP  | 2467 | 1 | 5 | 2 | 3,5  | 8       |
| 3   | IM    | Salvador Gabriel Del Río Angelis | ESP  | 2489 | 2 | 5 | 0 | 4,5  | 7       |
| 4   | GM    | Alfonso Romero Holmes            | ESP  | 2461 | 8 | 0 | 0 | 8    | 8       |
| 5   | IM    | Boris Slotnik                    | RUS  | 2415 | 0 | 0 | 0 | 0    | 0       |
| 6   | IM    | Horacio Saldaño Dayer            | ARG  | 2422 | 0 | 0 | 0 | 0    | 0       |
| 7   | FM    | Josué Cano Sánchez               | ESP  | 2243 | 1 | 0 | 0 | 1    | 1       |
| 8   |       | José Juan Rubio Tapia            | ESP  | 2130 | 0 | 0 | 0 | 0    | 0       |

## CE Terrassa-Cirsa
| Nr. | Titel | Name                      | Land | Elo  | G | R | V | Pkt. | Partien |
| --- | ----- | ------------------------- | ---- | ---- | - | - | - | ---- | ------- |
| 1   | GM    | Roberto Cifuentes Parada  | ESP  | 2522 | 0 | 7 | 1 | 3,5  | 8       |
| 2   | IM    | Juan Pomés Marcet         | ESP  | 2399 | 2 | 2 | 4 | 3    | 8       |
| 3   | FM    | Alejandro Pablo Marín     | ESP  | 2403 | 3 | 5 | 0 | 5,5  | 8       |
| 4   | IM    | Fermín González Vélez     | ESP  | 2379 | 3 | 4 | 1 | 5    | 8       |
| 5   | FM    | Marcel Ubach Miranda      | ESP  | 2311 | 0 | 0 | 0 | 0    | 0       |
| 6   |       | Emili Simón Padrós        | ESP  | 2279 | 0 | 0 | 0 | 0    | 0       |
| 7   |       | Albert Muratet Casadevall | ESP  | 2232 | 0 | 0 | 0 | 0    | 0       |
| 8   |       | Jordi Antigua Padrós      | ESP  | 2198 | 0 | 0 | 0 | 0    | 0       |

## CA Valencia-Evajedrez
| Nr. | Titel | Name                          | Land | Elo  | G | R | V | Pkt. | Partien |
| --- | ----- | ----------------------------- | ---- | ---- | - | - | - | ---- | ------- |
| 1   | GM    | Anatoli Karpow                | RUS  | 2692 | 1 | 2 | 0 | 2    | 3       |
| 2   | IM    | Julen Luís Arizmendi Martínez | ESP  | 2503 | 2 | 4 | 2 | 4    | 8       |
| 3   | IM    | Mauricio Vassallo Barroche    | ARG  | 2454 | 0 | 5 | 0 | 2,5  | 5       |
| 4   | IM    | Francisco Sánchez Guirado     | ESP  | 2399 | 2 | 4 | 2 | 4    | 8       |
| 5   |       | Enrique Llobel Cortell        | ESP  | 2376 | 2 | 2 | 1 | 3    | 5       |
| 6   | IM    | Juan Anguix Garrido           | ESP  | 2401 | 0 | 0 | 1 | 0    | 1       |
| 7   |       | José Torres Sánchez           | ESP  | 2236 | 1 | 0 | 1 | 1    | 2       |
| 8   |       | José Gascó Lahuerta           | ESP  | 2184 | 0 | 0 | 0 | 0    | 0       |

## CA Marcote Mondariz
| Nr. | Titel | Name                      | Land | Elo  | G | R | V | Pkt. | Partien |
| --- | ----- | ------------------------- | ---- | ---- | - | - | - | ---- | ------- |
| 1   | GM    | Giorgi Giorgadse          | GEO  | 2585 | 3 | 4 | 1 | 5    | 8       |
| 2   | IM    | Roberto Páramos Domínguez | ESP  | 2434 | 2 | 5 | 1 | 4,5  | 8       |
| 3   | IM    | Roi Reinaldo Castiñeira   | ESP  | 2383 | 2 | 5 | 1 | 4,5  | 8       |
| 4   | GM    | Román Hernández Onna      | CUB  | 2417 | 0 | 0 | 0 | 0    | 0       |
| 5   | IM    | Rafael Rodríguez López    | ESP  | 2299 | 0 | 1 | 2 | 0,5  | 3       |
| 6   |       | Pablo García Castro       | ESP  | 2324 | 0 | 3 | 2 | 1,5  | 5       |
| 7   | FM    | Diego Guerra Bastida      | ESP  | 2312 | 0 | 0 | 0 | 0    | 0       |
| 8   |       | Víctor Miguel Lago        | ESP  | 2308 | 0 | 0 | 0 | 0    | 0       |

## CE Vulcà Barcelona
| Nr. | Titel | Name                      | Land | Elo  | G | R | V | Pkt. | Partien |
| --- | ----- | ------------------------- | ---- | ---- | - | - | - | ---- | ------- |
| 1   | GM    | Orestes Rodríguez Vargas  | ESP  | 2463 | 2 | 5 | 1 | 4,5  | 8       |
| 2   | IM    | Javier Campos Moreno      | CHI  | 2500 | 2 | 4 | 1 | 4    | 7       |
| 3   | IM    | Ángel Martín González     | ESP  | 2425 | 2 | 1 | 4 | 2,5  | 7       |
| 4   | IM    | Sergio Estremera Paños    | ESP  | 2398 | 1 | 6 | 1 | 4    | 8       |
| 5   | IM    | Antonio Medina García     | ESP  | 2288 | 0 | 0 | 0 | 0    | 0       |
| 6   |       | Luis Alberto Gómez Jurado | ESP  | 2252 | 0 | 2 | 0 | 1    | 2       |
| 7   | FM    | Jordi Ayza Ballester      | ESP  | 2278 | 0 | 0 | 0 | 0    | 0       |
| 8   |       | Joan Escofet Llongueras   | ESP  |      | 0 | 0 | 0 | 0    | 0       |

## UE Foment Martinenc Barcelona
| Nr. | Titel | Name                         | Land | Elo  | G | R | V | Pkt. | Partien |
| --- | ----- | ---------------------------- | ---- | ---- | - | - | - | ---- | ------- |
| 1   | GM    | Mihail Marin                 | ROM  | 2561 | 2 | 4 | 2 | 4    | 8       |
| 2   | IM    | Marc Narciso Dublan          | ESP  | 2517 | 0 | 5 | 3 | 2,5  | 8       |
| 3   | FM    | Manuel Granados Gómez        | ESP  | 2428 | 1 | 6 | 1 | 4    | 8       |
| 4   | FM    | Antonio Torrecillas Martínez | ESP  | 2392 | 0 | 0 | 0 | 0    | 0       |
| 5   |       | Alfonso Jerez Pérez          | ESP  | 2356 | 1 | 4 | 3 | 3    | 8       |
| 6   |       | Ramón José Abril             | ESP  | 2338 | 0 | 0 | 0 | 0    | 0       |
| 7   |       | Jordi de la Riva Aguado      | ESP  | 2276 | 0 | 0 | 0 | 0    | 0       |
| 8   |       | Eduard Yepes Martínez        | ESP  | 2262 | 0 | 0 | 0 | 0    | 0       |

## RC Labradores Sevilla
| Nr. | Titel | Name                      | Land | Elo  | G | R | V | Pkt. | Partien |
| --- | ----- | ------------------------- | ---- | ---- | - | - | - | ---- | ------- |
| 1   | IM    | Carlos Matamoros Franco   | COL  | 2457 | 0 | 5 | 3 | 2,5  | 8       |
| 2   | IM    | Antonio Gamundí Salamanca | ESP  | 2457 | 0 | 0 | 0 | 0    | 0       |
| 3   | IM    | Fernando Vega Holm        | ESP  | 2404 | 1 | 4 | 3 | 3    | 8       |
| 4   | IM    | Ismael Terán Álvarez      | ESP  | 2396 | 2 | 3 | 3 | 3,5  | 8       |
| 5   |       | Carlos Barrero García     | ESP  | 2307 | 2 | 3 | 3 | 3,5  | 8       |
| 6   |       | Damián Checa Calderón     | ESP  | 2251 | 0 | 0 | 0 | 0    | 0       |
| 7   |       | Gaspar Pérez Matheos      | ESP  |      | 0 | 0 | 0 | 0    | 0       |

## CA Solvay Torrelavega
| Nr. | Titel | Name                            | Land | Elo  | G | R | V | Pkt. | Partien |
| --- | ----- | ------------------------------- | ---- | ---- | - | - | - | ---- | ------- |
| 1   | GM    | Elizbar Ubilava                 | GEO  | 2524 | 0 | 0 | 0 | 0    | 0       |
| 2   | IM    | Sergio Cacho Reigadas           | ESP  | 2463 | 0 | 4 | 4 | 2    | 8       |
| 3   | IM    | Luis Javier Bernal Moro         | ESP  | 2407 | 1 | 3 | 0 | 2,5  | 4       |
| 4   | FM    | Jorge Rojo Gómez                | ESP  | 2313 | 0 | 2 | 3 | 1    | 5       |
| 5   |       | Jesús María Pérez López         | ESP  | 2178 | 0 | 1 | 5 | 0,5  | 6       |
| 6   |       | Francisco González Merino       | ESP  | 2171 | 1 | 1 | 5 | 1,5  | 7       |
| 7   |       | Juan Carlos Fernández Fernández | ESP  | 2109 | 1 | 1 | 0 | 1,5  | 2       |
| 8   |       | Pablo Ruiz Terán                | ESP  |      | 0 | 0 | 0 | 0    | 0       |

## CA Gran Canaria
| Nr. | Titel | Name                       | Land | Elo  | G | R | V | Pkt. | Partien |
| --- | ----- | -------------------------- | ---- | ---- | - | - | - | ---- | ------- |
| 1   | GM    | Wesselin Topalow           | BUL  | 2733 | 0 | 0 | 0 | 0    | 0       |
| 2   | GM    | Francisco Vallejo Pons     | ESP  | 2630 | 0 | 0 | 0 | 0    | 0       |
| 3   | GM    | Jordi Magem Badals         | ESP  | 2503 | 0 | 0 | 0 | 0    | 0       |
| 4   | GM    | Lluís Comas Fabregó        | ESP  | 2510 | 0 | 0 | 0 | 0    | 0       |
| 5   | IM    | Javier Moreno Carnero      | ESP  | 2514 | 0 | 0 | 0 | 0    | 0       |
| 6   | GM    | Pablo San Segundo Carrillo | ESP  | 2528 | 0 | 0 | 0 | 0    | 0       |
| 7   | GM    | Dragan Barlov              | YUG  | 2414 | 0 | 0 | 0 | 0    | 0       |